# STUN
STUN (ang. Simple Traversal of UDP (User Datagram Protocol) through NATs (Network Address Translators)) wraz ze zmianą specyfikacji (uaktualnieniem) w RFC 5389 ↓ zmieniono rozwinięcie akronimu na Session Traversal Utilities for NAT) - jest protokołem sieciowym pozwalającym klientom ukrytym za NAT (bądź też wieloma NAT) na znalezienie ich publicznych adresów IP typu tego NAT, za którym się ukrywają, oraz portu internetowego przydzielonego przez NAT z odpowiednim portem lokalnym. Te informacje są używane do ustawienia komunikacji UDP pomiędzy dwoma hostami, które są ukryte za routerami NAT. Protokół ten jest zdefiniowany w RFC 3489 ↓.

## Algorytm
Dokument RFC 3489 opisuje algorytm, za pomocą którego można wykryć i rozpoznać rodzaj zarówno routera/routerów NAT oraz rodzaj zapory/zapór sieciowych znajdujących się pomiędzy użytkownikiem a publicznym serwerem.